# Dhurata Dora

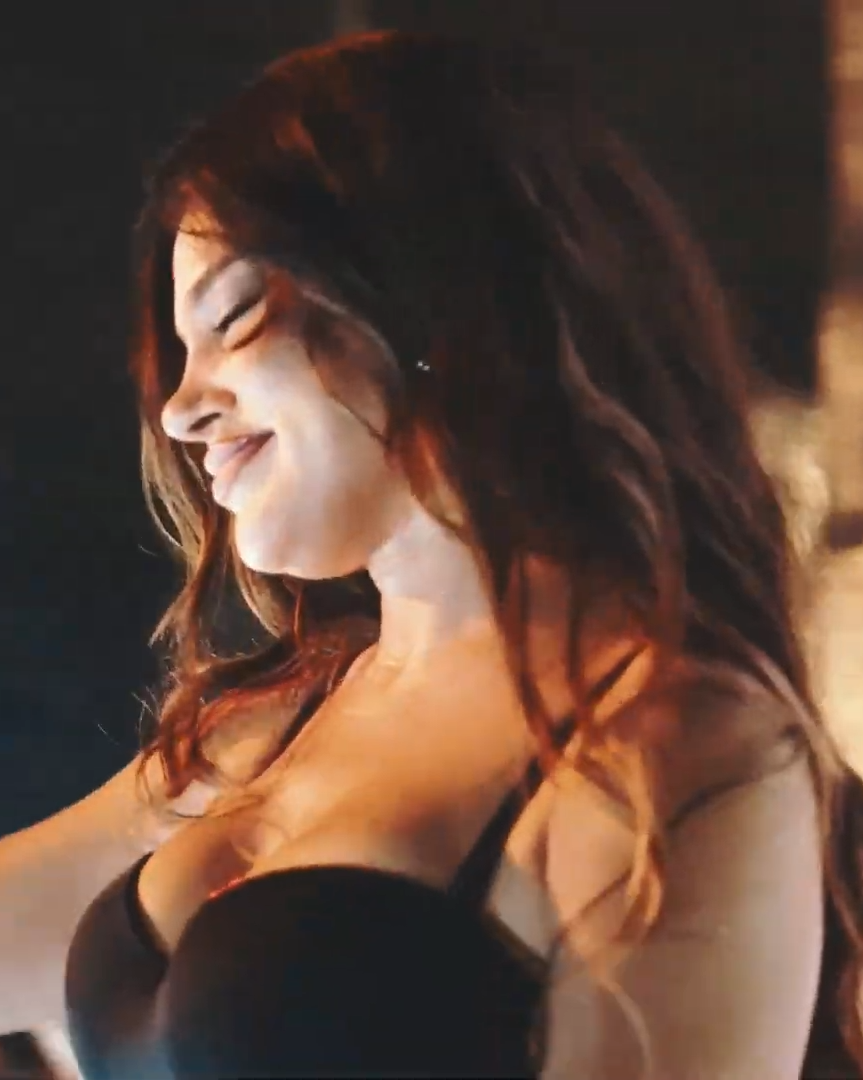
Dhurata Dora (2024)

Dhurata Dora [ðuˈɾata ˈdoɾa] (* 24. Dezember 1992 in Nürnberg; bürgerlich Dhurata Murturi) ist eine albanische Popsängerin.

## Leben
Dhurata Murturi wurde als Tochter einer albanischen Familie 1992 in Nürnberg geboren. Sie besuchte die Grundschule in Fürth. Bereits als Jugendliche begann sie unter dem Künstlernamen Dhurata Dora zu singen. Ihre eigentliche Musikkarriere startete jedoch erst nach ihrem Umzug in den Kosovo. 2011 erschien ihre erste Single Vete kërkove, gefolgt von der Kollaboration
Get Down mit Don Arbas. Es folgten zahlreiche weitere Singles, die sich in den albanischen Charts platzieren konnten, darunter die Nummer-eins-Hits Ayo (2016), Trëndafil (mit Flori Mumajesi, 2018), Zemër (mit Soolking, 2019) und Fajet (mit Azet, 2020).
International erfolgreich wurden ihre Kollaborationen mit den deutschsprachigen Rappern Luciano, Azet und Noizy. Zusammen mit dem algerischen Rapper Soolking wurde sie für Zemër in Frankreich mit Diamond ausgezeichnet.

## Diskografie

### Studioalben
| Jahr | Titel Musiklabel                | Höchstplatzierung, Gesamtwochen, AuszeichnungChartplatzierungen (Jahr, Titel, Musiklabel, Platzierungen, Wochen, Auszeichnungen, Anmerkungen) | Höchstplatzierung, Gesamtwochen, AuszeichnungChartplatzierungen (Jahr, Titel, Musiklabel, Platzierungen, Wochen, Auszeichnungen, Anmerkungen) | Höchstplatzierung, Gesamtwochen, AuszeichnungChartplatzierungen (Jahr, Titel, Musiklabel, Platzierungen, Wochen, Auszeichnungen, Anmerkungen) | Anmerkungen                                        |
| Jahr | Titel Musiklabel                | DE | AT | CH | Anmerkungen                                        |
| ---- | ------------------------------- | --- | --- | --- | -------------------------------------------------- |
| 2023 | Dhurata Epic Records Germany    | — | AT40 (2 Wo.)AT | CH8 (7 Wo.)CH | Erstveröffentlichung: 2. März 2023                 |
| 2024 | Vera me ty Epic Records Germany | — | AT65 (1 Wo.)AT | CH4 (16 Wo.)CH | Erstveröffentlichung: 12. Juli 2024 mit Yll Limani |

### EPs
- 2016: A Bombi

### Singles als Leadmusikerin
| Jahr | Titel Album          | Höchstplatzierung, Gesamtwochen, AuszeichnungChartplatzierungen (Jahr, Titel, Album, Platzierungen, Wochen, Auszeichnungen, Anmerkungen) | Höchstplatzierung, Gesamtwochen, AuszeichnungChartplatzierungen (Jahr, Titel, Album, Platzierungen, Wochen, Auszeichnungen, Anmerkungen) | Höchstplatzierung, Gesamtwochen, AuszeichnungChartplatzierungen (Jahr, Titel, Album, Platzierungen, Wochen, Auszeichnungen, Anmerkungen) | Anmerkungen                                                             |
| Jahr | Titel Album          | DE | AT | CH | Anmerkungen                                                             |
| --- | -------------------- | --- | --- | --- | ----------------------------------------------------------------------- |
| 2019 | Zemër –              | — | — | CH13 (7 Wo.)CH | Erstveröffentlichung: 19. April 2019 Verkäufe: + 200.000 feat. Soolking |
| 2020 | Lass los –           | DE10 (5 Wo.)DE | AT10 (3 Wo.)AT | CH4 (4 Wo.)CH | Erstveröffentlichung: 28. Februar 2020 feat. Azet                       |
| 2020 | Fajet –              | DE32 (2 Wo.)DE | AT37 (1 Wo.)AT | CH8 (5 Wo.)CH | Erstveröffentlichung: 17. Juli 2020 feat. Azet                          |
| 2020 | Harrom –             | — | — | CH81 (2 Wo.)CH | Erstveröffentlichung: 22. Dezember 2020                                 |
| 2021 | Mi amor Dhurata      | — | — | CH19 (11 Wo.)CH | Erstveröffentlichung: 23. Juli 2021 feat. Jugglerz & Noizy              |
| 2021 | Criminal Dhurata     | — | — | CH70 (3 Wo.)CH | Erstveröffentlichung: 23. Dezember 2021                                 |
| 2022 | Sa m’ke mungu –      | — | — | CH40 (2 Wo.)CH | Erstveröffentlichung: 11. März 2022                                     |
| 2022 | Gajde –              | — | — | CH11 (3 Wo.)CH | Erstveröffentlichung: 1. Juli 2022 feat. Elvana Gjata                   |
| 2022 | Adrenalina Dhurata   | DE19 (4 Wo.)DE | AT14 (5 Wo.)AT | CH3 (10 Wo.)CH | Erstveröffentlichung: 22. Juli 2022 feat. Luciano                       |
| 2023 | Shut Up –            | — | — | CH51 (1 Wo.)CH | Erstveröffentlichung: 1. März 2023 feat. Luciano & Noizy                |
| 2023 | Pa mu –              | — | — | CH86 (2 Wo.)CH | Erstveröffentlichung: 20. Juli 2023                                     |
| 2023 | Palma –              | DE38 (1 Wo.)DE | AT17 (4 Wo.)AT | CH22 (6 Wo.)CH | Erstveröffentlichung: 28. Juli 2023 feat. RAF Camora                    |
| 2024 | Sheqer –             | — | — | CH57 (1 Wo.)CH | Erstveröffentlichung: 26. April 2024                                    |
| 2024 | Tortura –            | — | — | CH75 (1 Wo.)CH | Erstveröffentlichung: 21. Juni 2024 feat. MC Kresha & Lyrical Son       |
| 2025 | Vonë –               | — | — | CH17 (4 Wo.)CH | Erstveröffentlichung: 9. Mai 2025                                       |
| Folgende Lieder erschienen nicht als Single, wurden aber durch das Album zum Download und Streaming bereitgestellt und konnten somit eine Platzierung erlangen: |                      | | | |                                                                         |
| |                      | | | |                                                                         |
| 2023 | Besame Dhurata       | — | — | CH47 (2 Wo.)CH | Charteinstieg: 12. März 2023                                            |
| 2023 | Luj Dhurata          | — | — | CH69 (1 Wo.)CH | Charteinstieg: 12. März 2023 feat. Elvana Gjata                         |
| 2024 | Malli Vera me ty     | — | — | CH19 (6 Wo.)CH | Charteinstieg: 21. Juli 2024 feat. Yll Limani                           |
| 2024 | Nal nal Vera me ty   | — | — | CH90 (1 Wo.)CH | Charteinstieg: 21. Juli 2024 feat. Yll Limani                           |
| 2024 | Ku je nis Vera me ty | — | — | CH95 (1 Wo.)CH | Charteinstieg: 21. Juli 2024 feat. Yll Limani                           |

Weitere Singles
- 2013: I Like Dat
- 2014: Roll (feat. Young Zerka)
- 2014: A Bombi (feat. Young Zerka)
- 2015: Ti don
- 2015: Shumë on
- 2016: Numrin e ri
- 2016: Vec ty
- 2016: Ayo
- 2017: Simpatia (feat. Lumi B)
- 2017: Bubble
- 2017: Kesh Kesh
- 2018: Trëndafil (feat. Flori Mumajesi)
- 2018: Jake Jake
- 2018: Qikat e mia
- 2019: 100 Shkallë (feat. Big Bang)
- 2020: Ferrari

### Singles als Gastmusikerin
| Jahr | Titel Album    | Höchstplatzierung, Gesamtwochen, AuszeichnungChartplatzierungen (Jahr, Titel, Album, Platzierungen, Wochen, Auszeichnungen, Anmerkungen) | Höchstplatzierung, Gesamtwochen, AuszeichnungChartplatzierungen (Jahr, Titel, Album, Platzierungen, Wochen, Auszeichnungen, Anmerkungen) | Höchstplatzierung, Gesamtwochen, AuszeichnungChartplatzierungen (Jahr, Titel, Album, Platzierungen, Wochen, Auszeichnungen, Anmerkungen) | Anmerkungen                                                                        |
| Jahr | Titel Album    | DE | AT | CH | Anmerkungen                                                                        |
| ---- | -------------- | --- | --- | --- | ---------------------------------------------------------------------------------- |
| 2021 | Only You –     | — | — | CH19 ×2Doppelplatin · (6 Wo.)CH | Erstveröffentlichung: 28. Februar 2021 Verkäufe: + 140.000 Gims feat. Dhurata Dora |
| 2022 | OEO Ultra Plus | DE59 (3 Wo.)DE | AT59 (2 Wo.)AT | CH30 (6 Wo.)CH | Erstveröffentlichung: 5. August 2022 Azet & Zuna feat. Dhurata Dora                |
| 2023 | Genauso –      | DE— aDE | — | — | Erstveröffentlichung: 30. Juni 2023 Bausa feat. Dhurata Dora                       |
| 2023 | Lej            | — | — | CH12 (7 Wo.)CH | Erstveröffentlichung: 27. Dezember 2023 Don Xhoni feat. Dhurata Dora               |
| 2024 | Chaos –        | DE56 (4 Wo.)DE | — | CH84 (1 Wo.)CH | Erstveröffentlichung: 17. Mai 2024 Lea feat. Dhurata Dora                          |

Weitere Gastbeiträge
- 2016: Capital T – Bongo
- 2019: Gims & DJ Assad – Te quiero

## Auszeichnungen für Musikverkäufe
| Goldene Schallplatte - Frankreich - 2022: für die Single Only You Platin-Schallplatte - Frankreich - 2020: für die Single Zemër |

Anmerkung: Auszeichnungen in Ländern aus den Charttabellen bzw. Chartboxen sind in ebendiesen zu finden.
| Land/RegionAuszeichnungen für Musikverkäufe (Land/Region, Auszeichnungen, Verkäufe, Quellen) | Gold  | Platin     | Verkäufe | Quellen         |
| -------------------------------------------------------------------------------------------- | ----- | ---------- | -------- | --------------- |
| Frankreich (SNEP)                                                                            | Gold1 | Platin1    | 300.000  | snepmusique.com |
| Schweiz (IFPI)                                                                               | —     | 2× Platin2 | 40.000   | hitparade.ch    |
| Insgesamt                                                                                    | Gold1 | 3× Platin3 |          |                 |